# Clockwork Orgy
Clockwork Orgy ist eine Porno-Adaption des Films Clockwork Orange von Stanley Kubrick. 

## Handlung
Alex sitzt in einer Milch-Bar mit ihren „Droogs“ Dum, Georgina und Patty. Nachdem sie ihre Milch getrunken haben, macht sich die Frauen-Gang auf den Weg nach „ultra sex“ um das kein-Sex-Gesetz zu brechen. Sie begegnen einem alten betrunken Mann und attackieren ihn. Anstatt ihn zu verprügeln (wie im Original des Films), bekommt er einen Blow Job von Dum. Alex, Georgina und Patty stehen daneben und verspotten ihn beim Sex mit Dum. 
Zurück zu Hause bekommt Alex Besuch von ihrem Bewährungshelfer. Besorgt, dass Alex sich nicht richtig verhält, kommt es zu einer Lesben-Szene zwischen den beiden. Später in der Nacht attackieren die vier Gangmitglieder einen einsamen Mann. Er wird gezwungen, mit Georgina und Patty Sex zu haben. Kurz danach kommt die Polizei und Alex wird verhaftet. Sie landet im Gefängnis und versucht ihr bestes, um mildernde Umstände zu erreichen. 
Währenddessen lebt Georgina draußen auf großem Fuß. Sie findet Kyle Stone und hat Sex mit ihm in der Milch-Bar. Alex sitzt im Gefängnis und muss sich einer Therapie unterziehen, mit der sie „ent-sext“ werden soll. Dazu wird sie festgebunden und es werden ihr Pornofilme gezeigt. Mit der Hilfe von Drogen wird sie krank, wenn sie Sex sieht oder schmutzige Gedanken hat. In der nächsten Szene hat der Arzt Sex mit der Wächterin. Im Anschluss will der Arzt allen zeigen, wie er sie geheilt hat, um eine enthaltsame Gesellschaft zu schaffen und testet wie er sie „re-programmiert“ hat. Die Wächterin erscheint in einem Leder-Outfit, bei dem die Brüste gezeigt werden. Alex bekommt Magenschmerzen und geht zu Boden. Da sie geheilt erscheint, wird sie entlassen. Auf ihrem Weg nach Hause begegnet sie dem Betrunken vom Beginn des Films. Sie erkennen sich wieder und er und zwei seiner Freunde haben Sex mit ihr. 
Sie flieht dann zu einem Haus und gerät an den Einsamen, den sie überfallen hatte. Dieser sitzt aufgrund des Überfalls nun in einem Rollstuhl. Er erkennt sie zunächst nur als Frau mit der die Regierung experimentiert und nicht als seine Feindin. Als er plant, Alex zu helfen, geht sie nach oben singt fröhlich in der Badewanne. Doch dann erkennt der Mann sie als die Frau, die ihn attackiert hat. Er benutzt Musik, um sie um den Verstand und aus dem Fenster zu bringen.
Dann zeigt der Film die Schlussszene, eine Orgie auf einem Schrottplatz, wo alle Darsteller des Films Sex haben. 

## Produktion und Veröffentlichung
Der Film wurde 1995 von Pleasure Productions unter der Regie und nach einem Drehbuch von Nic Cramer produziert. Für den Ton war Mark Scullion verantwortlich. 
Salvation Films vertrieb den Film international auf VHS. Die Erstveröffentlichung geschah 1995 in den USA, es folgten unter anderem Australien, Finnland, Großbritannien und Venezuela. Dabei entstanden Schnittfassungen, die bis zu 10 Minuten gekürzt sind. 

## Auszeichnungen
- 1997: Berlin International Erotic Fair - Bester Film